# Station Damiatte-Saint-Paul
Station Damiatte-Saint-Paul is een spoorwegstation in de Franse gemeente Damiatte.